# Rheum tataricum
Rheum tataricum là một loài thực vật có hoa trong họ Rau răm. Loài này được L.f. miêu tả khoa học đầu tiên năm 1782.